# Xénophon Hellouin
Xénophon Hellouin, né le 20 février 1820 à Aunay-sur-Odon et mort en 3 août 1895 à Cormelles-le-Royal, est un peintre français.

## Biographie
Xénophon Hellouin est le fils de Penn Hippolyte Hellouin, cultivateur et médecin, et de Marie Madeleine Prudence Cornet.
Élève d'Hippolyte Flandrin, il expose au Salon de 1847 à 1890.
En 1852, il épouse à Vire, Louise Catherine Élisabeth Leroux de Neuville. Il épouse en secondes noces Louise Éléonore Obriot. De nouveau veuf, il épouse en 1889, Marie Clémence Noémie Geffroy.
Au décès d'Alfred Guillard, il devient en 1880, conservateur du musée des Beaux-Arts de Caen.
Il meurt à Cormelles-le-Royal à l'âge de 75 ans.

## Œuvres exposées aux Salons parisiens
- Nature morte, au Salon de 1847
- Gibier, au Salon de 1847
- Nature morte et gibier, au Salon de 1847 (Boulogne-sur-Mer)
- Nature morte, gibier, au Salon de 1848
- Gibier : corbeau et caille, au Salon de 1850
- Perdrix et autres, au Salon de 1850
- Nature morte, au Salon de 1857
- Les Landes blanches, dans la forêt de Saint-Sever (Normandie), au Salon de 1861, dessin au fusain
- Étang dans les bois, au Salon de 1861, dessin au fusain
- Ils attendent, au Salon de 1864
- Nature morte, au Salon de 1865
- Faune chasseur, au Salon de 1866
- Portrait de Mlle *, au Salon de 1868
- Bords de l’Orne ; paysage, au Salon de 1868
- Gaëls chassant, au Salon de 1869
- Idylle, au Salon de 1869
- Funérailles au bord de la Seine (gaule préhistorique), au Salon de 1870
- Souvenir de la Gorge-aux-Loups ; forêt de Fontainebleau, au Salon de 1870
- Un coin de forêt, au Salon de 1876
- Gorges de Clécy (Calvados), au Salon de 1878, fusain
- Vieux Moulin de Sous-l’Œuvre, au Salon de 1878, fusain
- Ouverture de la chasse ; gibier, au Salon de 1879
- Le Bouquet de fête de ma cuisinière, au Salon de 1879
- Un coin d’un magasin de comestibles, au Salon de 1880
- Sitôt pris, sitôt pendu, au Salon de 1880
- Dans la vallée de l’Orne (Calvados), au Salon de 1890